# Simon Le Bon
Simon John Charles Lebon MBE (ur. 27 października 1958 w Bushey koło Londynu) – brytyjski wokalista i autor tekstów grupy Duran Duran.

## Życiorys

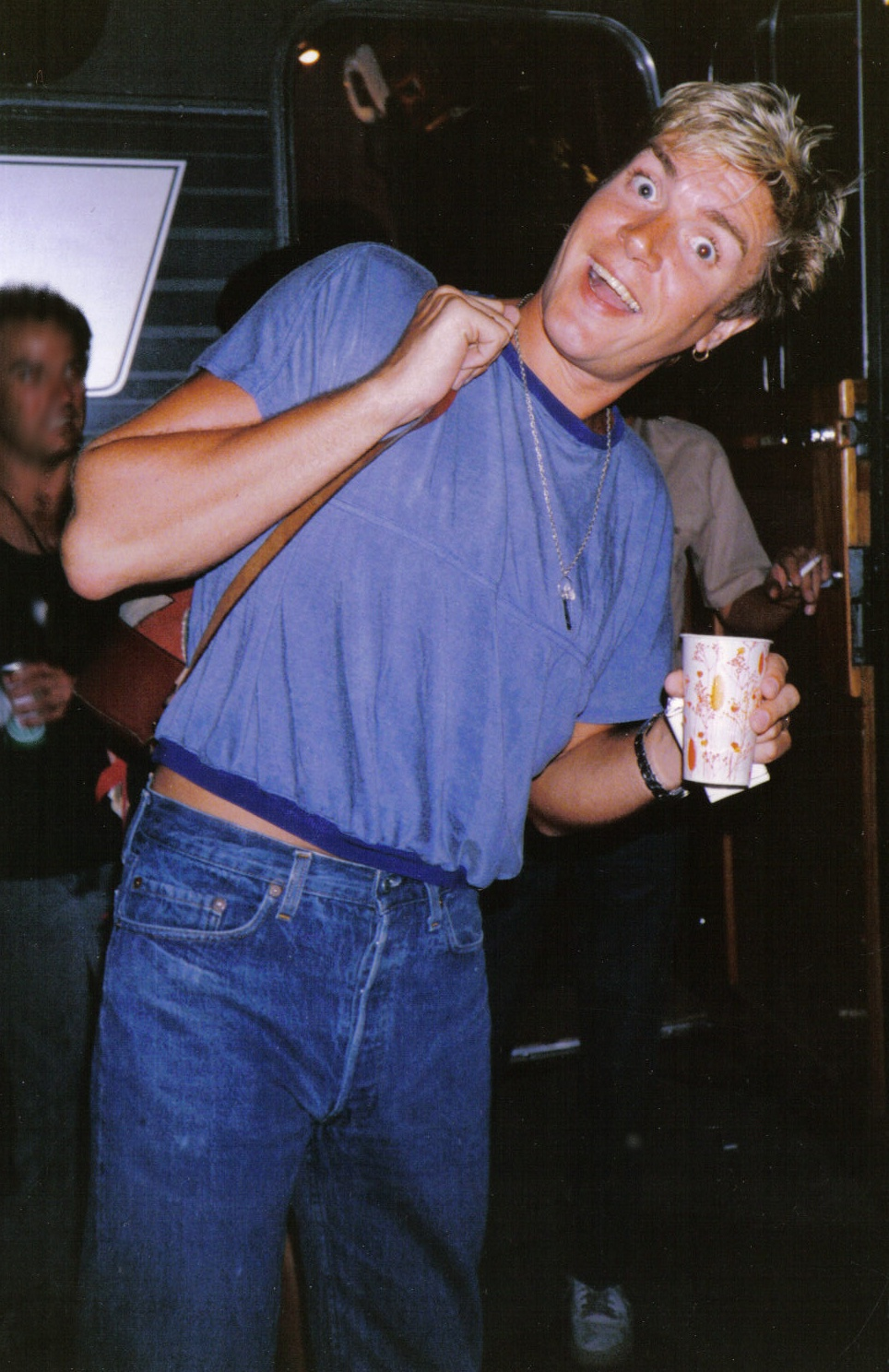
Simon Le Bon, 1987

Przodkowie Le Bona wywodzą się z francuskich hugenotów. Simon w młodości śpiewał w chórku kościelnym i ćwiczył aktorstwo. Pracował w kibucu na pustyni Negew w Izraelu 1978, skąd powrócił do Wielkiej Brytanii, aby podjąć studia na Uniwersytecie Birmingham.
W 1980 dziewczyna Simona, pracująca jako barmanka w Rum Runner, gdzie Duran Duran wtedy grali, poleciła zespołowi swojego chłopaka jako wokalistę. Ten, jak legenda głosi, przyszedł na przesłuchanie w różowych spodniach w lamparcie cętki, trzymając w ręku książkę z poezją własnego autorstwa. Zaśpiewał kilka już istniejących piosenek, ale do instrumentalnego utworu ("Sound of Thunder") dodał własny tekst. Zespół przyjął Simona, który zgodził się śpiewać przez sześć letnich tygodni, pozostał jednak wokalistą Duran Duran do dziś, do aktorstwa zaś nigdy nie wrócił.
W 1985 poświęcił się swojemu hobby – żeglarstwu. Brał udział w "Whitbread Round the World Race", gdzie zajął trzecie miejsce.
Razem z Nickiem Rhodesem i Rogerem Taylorem brał udział w projekcie Arcadia.
W 1995 roku wystąpił na koncercie charytatywnym "Together for the Children of Bosnia", gdzie razem z tenorem Lucianem Pavarottim zaśpiewał "Ordinary World".
Po roku 1997, tj. po odejściu z zespołu Johna Taylora, Simon Le Bon i Nick Rhodes zostali jedynymi muzykami grającymi w Duran Duran przez cały okres istnienia zespołu.
27 grudnia 1985 poślubił modelkę Yasmin Le Bon. Mają trzy córki: Amber Rose Tamarę (ur. 25 sierpnia 1989), Saffron Saharę (ur. 25 września 1991) i Tallulah Pine (ur. 10 września 1994).

## Odznaczenia
- Member Orderu Imperium Brytyjskiego – 2024[4]